# توفند دانیل
توفند دانیل (انگلیسی: Storm Daniel) که با نام‌های توفان دانیل یا مدیکن دانیل نیز شناخته می‌شود، یک توفند استوایی مانند بسیار مرگبار مدیترانه‌ای بود که خسارت‌های فاجعه‌باری در لیبی ایجاد کرد و بخش‌هایی از جنوب شرقی اروپا را نیز تحت تأثیر قرار داد. این مرگ‌بارترین توفند مدیترانه‌ای ثبت شده تاکنون و نیز پرتلفات‌ترین پس از چرخند نرگس ۲۰۰۸ در همهٔ جهان است. این توفند که به عنوان یک سیستم کم فشار در حدود ۴ سپتامبر شکل گرفت، یونان و بلغارستان را با سیل تحت تأثیر قرار داد. سپس شکل نیرومندتری پیدا کرد و به عنوان توفند دانیل نامگذاری شد که در آن حالت به زودی ویژگی‌های نیمه گرمسیری پیدا کرد و به سمت سواحل لیبی به راه افتاد. پیش از ورود به خشکی توفند گرمسیری شد. این، سیل فاجعه بار را به سواحل لیبی رساند، پیش از آن که به یک باقیمانده تبدیل شود. توفند نتیجه بلوک امگا بود، زیرا یک منطقه پرفشار بین دو منطقه کم فشار قرار گرفت و یک حرف یونانی Ω را شکل داد.

## تاریخچه رویداد
منطقه‌ای با فشار کم بر فراز دریای یونان با دمای سطح آن در محدودهٔ انتقال گرمسیری ایجاد شد. در ۴ سپتامبر، یک اختلال جوی به سمت جنوب در شبه جزیره بالکان حرکت کرد که منجر به باران‌های سیل آسا، به ویژه در منطقه تسالی شد.این سیستم جوّی روز بعد به یک توفند مدیترانه‌ای بر فراز دریای یونان تبدیل شد و توسط سرویس ملی هواشناسی یونان توفند دانیل نام گرفت.
در طی روزهای بعد، این سیستم به سمت جنوب شرقی حرکت کرد و به عنوان یک توفند نیمه گرمسیری با بادهایی که توسط سازه‌های متوپ با سرعت ۴۵ گره (۸۳ کیلومتر در ساعت، ۵۲ مایل در ساعت) ثبت شده بود، به اوج خود رسید.سپس این توفند در نزدیکی شهر بنغازی در لیبی فرود آمد.
در ۱۰ سپتامبر، دانیل به سمت شرق رفت و قبل از اینکه بعداً به دلیل هوای خشک و فعل و انفعالات زمین، به سمت پایین باقیمانده منحرف شود، به سمت شرق رفت و توفان تا ۱۲ سپتامبر تحلیل یافت.

## تأثیر

### یونان

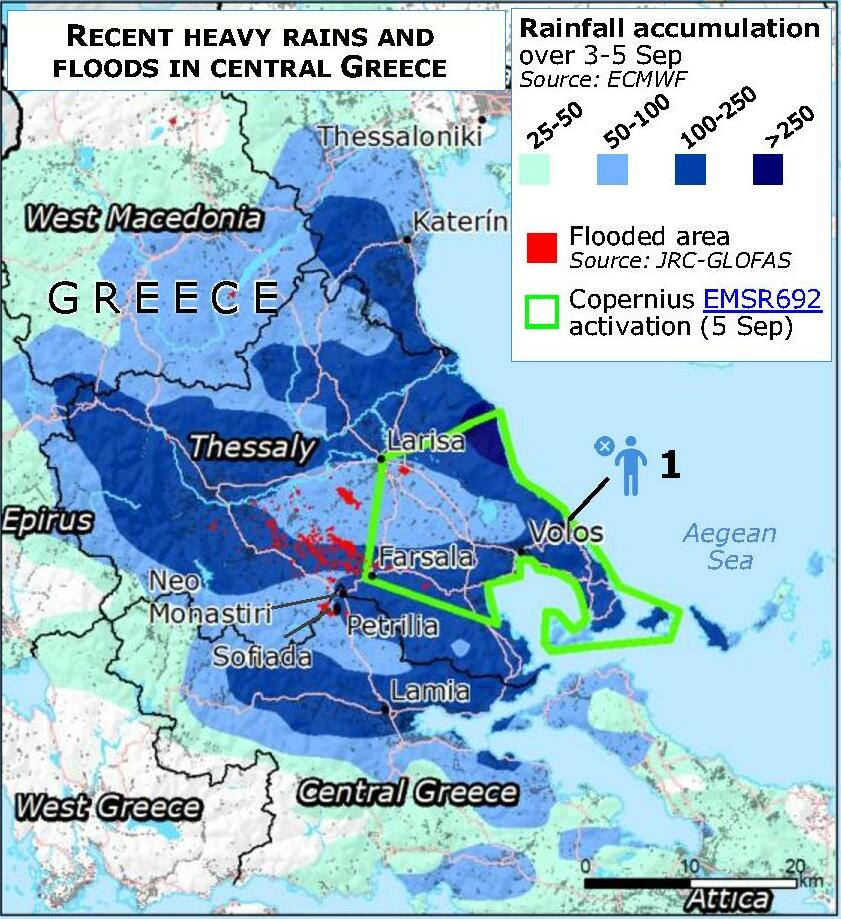
سیل در یونان مرکزی

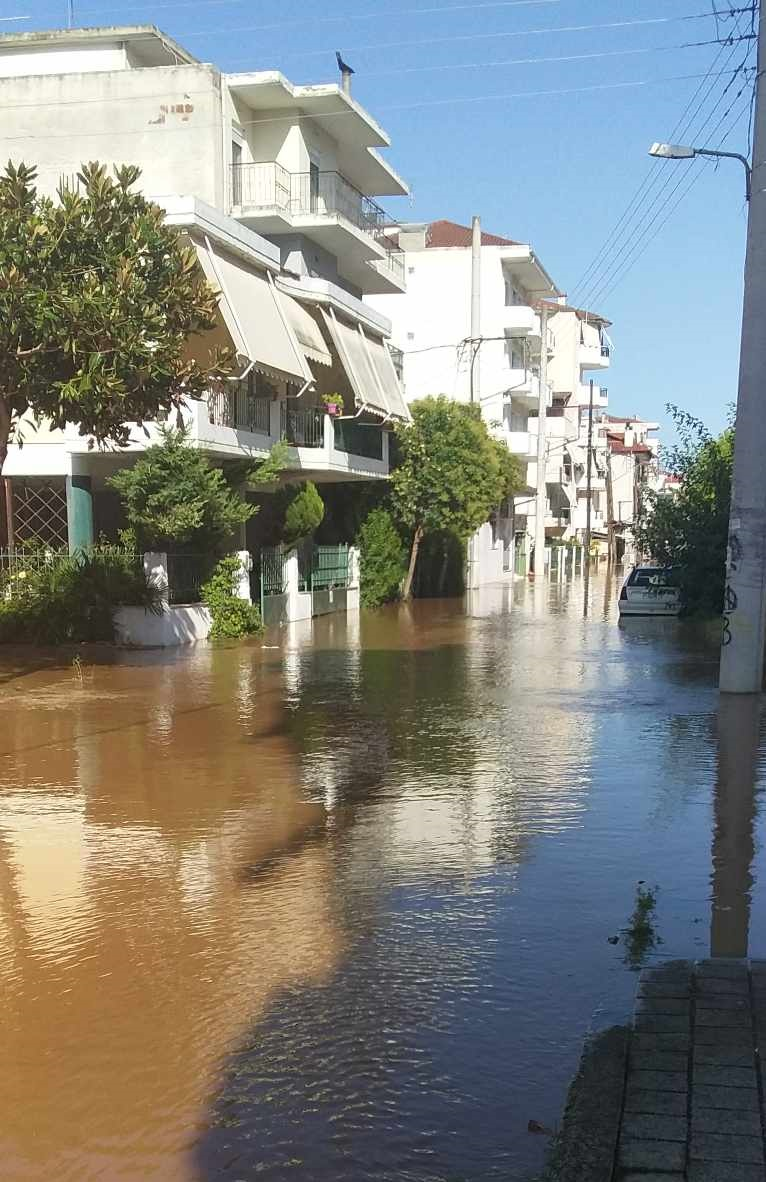
یک خیابان سیل‌زده در لاریسا, یونان

در ۵ سپتامبر، دست کم یک نفر در سیل تسالی، یونان، جان باخت. در همان روز، روستای زاگورا ۱۰۹۲ میلی‌متر (۳٫۵۸۳ فوت) بارندگی داشت که ۵۵ برابر بیشتر از میانگین بارندگی در همان ماه در سراسر کشور بود. در پورتاریا، رکورد جدید باران نیز ۸۸۴ میلی‌متر (۲۹۰۰ فوت) اندازه‌گیری شد. بارندگی بیشتر را نمی‌شد اندازه‌گیری کرد زیرا ایستگاه هواشناسی متعاقباً از کار افتاد. در ۶ سپتامبر، رودخانه کرافسیدوناس، که از کوه پلیون سرچشمه می‌گیرد، در سواحل خود در ولس طغیان کرد و یک پل را ویران ساختو همچنین یک خانه سالمندان
را در حالی که اتومبیل‌ها، اتوبوس‌ها، درختان و دیگر زباله‌ها را در طول مسیر با خود می‌کشیدند.
در ۷ سپتامبر، بزرگراه اصلی یونان بین آتن و تسالونیکی بسته شد و خدمات قطار بین دو شهر به حالت تعلیق درآمد. در تسالی، ساختمان‌ها و پل‌ها ویران شدند و کل شهرها زیر آب رفتند، جایی که بیش از ۸۰۰ نفر باید نجات می‌یافتند. در لاریسا، پس از پایان بارندگی‌ها در ۸ سپتامبر، آب همچنان به بالا آمدن رودخانه پینیوس از سواحل خود ادامه داد و به سطح ۹٫۵ متر (۳۱ فوت) رسید، در مقایسه با سطح عادی در حدود ۴ متر (۱۳ فوت).
از زمان شروع بارندگی، سرویس نقشه‌برداری سریع برنامه کوپرنیک برای منطقه سیل در یونان فعال شد، که در آن تجزیه و تحلیل داده‌های Sentinel-1 از ۷ سپتامبر، مساحت سیل تخمینی حدود ۷۳۰۰۰ هکتار را نشان داد. هواشناسان این طوفان را به عنوان بدترین طوفان یونان از زمان شروع رکوردها در سال ۱۹۳۰ طبقه‌بندی کردند. سیل در تسالی که حدود ۱۵ درصد از تولید کشاورزی یونان را تأمین می‌کند، محصولات کشاورزی را برای باقیماندهٔ سال از بین برد و خسارت‌های طولانی مدت جدی به بار آورد. از آنجا که لایه ضخیم گل، خاک را به‌طور کلی نابارور می‌کند، و تا پنج سال طول می‌کشد تا دوباره کاملاً کاربردی شود. فرماندار تسالی، کوستاس آگوراستوس، به ERT گفت خسارت طوفان در این منطقه بیش از ۲ میلیارد یورو برآورد شده‌است.
در ۱۰ سپتامبر، چهار جسد در یونان پیدا شد که تعداد کشته‌شدگان در این کشور را به ۱۵ نفر افزایش داد و دو نفر نیز همچنان مفقود هستند.

### ترکیه
در روزهای اولیهٔ طوفان، پنج نفر در ترکیه در جریان سیل در قرقلرایلی کشته شدند. دو تن دیگر نیز در باشاک‌شهر و کوچک‌چکمجه کشته شدند.

### بلغارستان
روستاهای واقع در سواحل دریای سیاه و نزدیک آن در استان بورگاس در جنوب شرقی بلغارستان از جمله کوستی و آراپیا به زیر آب رفتند و اهالی آنجا تخلیه شدند.

### لیبی
در درنه، مرگ دست کم ۲۰۰۰ نفر پس از فروریختن دو سد تأیید شد که باعث ایجاد خسارت‌های فاجعه‌بار در سراسر منطقه پس از سرریز شدن وادی درنا از سواحل آن به اندازه ۵۰ متر (۱۶۰ فوت) در هر طرف شد. اسامه حماده، نخست‌وزیر دولت ثبات ملی که شرق لیبی را کنترل می‌کند، اظهار داشت که محله‌های مسکونی از بین رفته‌است. ویدئوهای منتشر شده در شبکه‌های اجتماعی نشان می‌دهد که خودروها در سیل غرق شده‌اند. چهار پل هم ویران شده در حالی که هشام مکاوی وزیر دولت گفت که ۲۵٪ درنه ناپدید شده‌است. بیمارستان‌ها در شهر از کار افتاده‌اند
پس از ریزش دو سد تأیید شد که در آزاد شدن حدود ۳۰ میلیون متر مکعب آب برابر گزارش‌ها دست کم ۱۱٬۳۰۰ نفر قربانی شده‌اند.ان‌بی‌سی نیوز ویدیو

### مصر
در ۱۱ سپتامبر توفند دانیل به مصر رسید. بخش‌هایی از منطقهٔ شمال غرب کشور بارندگی متوسطی را تجربه کردند